# همسران
همسران مجموعهٔ تلویزیونی ایرانی ساختهٔ بیژن بیرنگ و مسعود رسام محصول ۱۳۷۳ است که از شبکهٔ دو سیما پخش می‌شد.

## خلاصه داستان
داستان مجموعهٔ همسران راجع به دو زوج است که در یک آپارتمان با هم همسایه هستند. کمال و مهین یکی از دو زوج هستند که سن بیشتری دارند. علی و مریم یک زوج دیگر هستند که از کمال و مهین جوان‌تر هستند. بعدها معلوم می‌شود کمال دایی مریم است که مریم از این موضوع خبر نداشته است. داستان سریال همسران دربارهٔ زندگی این دو همسایه است. 
رامبد جوان بازیگر نقش جد بزرگ اولین بار در سریال همسران ظاهر شد و نقش پدربزرگ کمال لطفی (امانی) و بیژن بنفشه خواه پدربزرگ علی حکیمی را ایفا کردند .

## بازیگران

### ثابت
- فردوس کاویانی درنقش کمال
- مهرانه مهین‌ترابی درنقش مهین
- فرهاد جم درنقش علی
- الهام پاوه‌نژاد درنقش مریم

### مهمان
- بهروز بقایی
- جمیله شیخی
- بیژن بنفشه‌خواه
- رامبد جوان
- امین حیایی
- جلال مقدم
- کمند امیرسلیمانی در نقش زری کوچولو
- جعفر بزرگی
- شهلا ریاحی
- نعمت‌الله گرجی
- فرخ‌لقا هوشمند
- علی بیرنگ
- پرستو گلستانی درنقش صحرا
- ژاله علو، (فقط صدا)
- مهتاج نجومی درنقش گوهرتاج امانی
- حمیده خیرآبادی
- حسین کسبیان
- ابراهیم‌آبادی
- سروش خلیلی
- مهوش وقاری
- محسن قاضی مرادی
- سیروس گرجستانی
- روح‌الله مفیدی
- شمسی فضل‌اللهی
- هوشنگ دیبائیان
- منوچهر افسری
- فاطمه طاهری
- مجید قناد
- رسول نجفیان
- هما خاکپاش
- مهدی وثوقی راد
- فرشید زارعی فرد
- کیانوش گرامی
- اشکان اشتیاق
- آیلار ساعی پور
- محمدتقی شریفی
- نورالدین استوار
- مجیدنیامراد
- پرویز بزرگی
- لقمان نظیری
- فرنوش آل احمد
- امید تبریزیان
- نیلوفر هاشمیان
- مهشید نیکزاد
- شهرام نشاط
- فریبا لشگری
- گلبرگ ابوترابیان
- مسعود شاه محمدی
- سیامک حلمی
- محسن پناهی
 و…

## حاشیه‌ها
این مجموعه نخستین همکاری بیژن بیرنگ و مسعود رسام در ساخت سریال‌های تلویزیونی بود. آن‌ها برای این کار یک ساختمان در خیابان یازدهم محلهٔ سعادت‌آباد و نزدیک میدان کاج اجاره کردند که پس از آن بارها در سریال‌های دیگر نیز از آن استفاده شد.
در تیتراژ پایانیِ این سریال، عبارتِ «با تشکر از خانوادهٔ محترم رجبی» به چشم می‌خورَد که تا مدت‌ها کنجکاوی مخاطبان را جلب می‌کرد. این عبارت بعدها در پایان بسیاری از سریال‌های دیگر نیز آورده شد. تا جایی که عبارتِ «با تشکر از خانوادهٔ محترم رجبی» به گونه‌ای طنز در بین مردم تبدیل شد.
این سریال در ابتدا قرار بود توسط غلامحسین لطفی کارگردانی شود اما به دلیل اختلاف بین تهیه‌کنندگان، بیژن بیرنگ برای کارگردانی انتخاب شد.